# Fillrate
En infographie, le taux de remplissage des pixels (pixel fillrate) d'une carte graphique fait référence au nombre de pixels qui peut être rendu sur un écran et écrit en mémoire vidéo en une seconde. Le taux de remplissage des pixels est indiqué en mégapixels par seconde ou en gigapixels par seconde (dans le cas de cartes récentes), et est obtenu en multipliant le nombre d'unités de rendu (ROP) par la fréquence d'horloge du processeur graphique (GPU) de la carte.
Un concept similaire, le taux de remplissage des textures (texture fillrate), fait référence au nombre d'éléments de texture (texels) que le GPU peut "plaquer" sur les pixels en une seconde. Le taux de remplissage des textures est obtenu en multipliant le nombre d'unités de texture (TMU) par la fréquence d'horloge du GPU ; il est indiqué en méga ou en gigatexels par seconde.
Cependant, il n'y a pas d'accord général sur la façon de calculer et d'exprimer les taux de remplissage. Une autre méthode possible est de multiplier le nombre de pipelines de pixels par la fréquence d'horloge du GPU. Le résultat de ces multiplications correspond à un nombre théorique. Le taux de remplissage effectif dépend de beaucoup d'autres facteurs. Dans le passé, le taux de remplissage a été utilisé comme un indicateur de  performance par les fabricants de cartes graphiques tels que ATI (désormais AMD) et Nvidia. Cependant, l'importance du taux de remplissage comme mesure de la performance a diminué lorsque le goulet d'étranglement des applications graphiques s'est déplacé. Par exemple, de nos jours, le nombre et la vitesse des unités de traitement de shader unifié ont pris de l'importance.
La complexité d'une scène peut être accrue par l'overdrawing, ce qui arrive lorsqu'un objet est dessiné dans le framebuffer, et qu'un autre objet (tel qu'un mur) est ensuite dessiné par dessus, le recouvrant. Le temps utilisé à tracer le premier objet est donc perdu parce celui-ci n'est pas visible. Lorsqu'une séquence de scènes est extrêmement complexe (beaucoup de pixels doivent être dessinés pour chaque scène), le nombre d'images par seconde de la séquence peut chuter. Lorsque l'on conçoit des applications graphiques intensives, on doit déterminer si l'application est fillrate-limited (ou shader limited) en regardant si le nombre d'images par seconde s'accroît fortement lorsque l'application tourne avec une résolution plus faible ou dans une petite fenêtre.